# 東江飯店
東江飯店是一間原位於廣東省廣州市中心的老牌飯店，原門牌中山四路337號（原致美齋轉角鋪旁邊）。

## 歷史
1946年由國民黨廣州機關要員興寧人刁景鄂买下城隍廟前忠佑大街想结业的老字号云来阁酒楼，开设寧昌飯店。飯店經營東江鹽焗雞、東江釀豆腐等客家風味的家庭菜式，以主料突出，風味濃郁，獨具特色而小有名氣。
1956年公私合營後，寧昌飯店由忠佑大街內遷到中山四路，1962年，寧昌飯店作為廣州飲食業的特色店開始接待交易會來賓。1967年，寧昌飯店易名為人民飯店，1972年定名為東江飯店。
飯店經多次擴建裝修，在二十世纪八九十年代時已擁有三層樓面、500多個座位。當時出品名菜有東江炸肉卷、八寶窩全鴨、東江鹽雞、脆皮蔥油魚等。飯店的鹽焗雞曾在1992年的全國商業部食品評比中，榮獲金鼎獎，東江飯店也被評為省級先進企業。1990年代尾由於地鐵一號線建設拆遷，東江飯店與眾多老字號由此消失。

## 特色

### 十大名菜
除東江鹽焗雞外，其知名菜式有東江香酥雞、紅燒海參、爽口牛丸、紅糟泡雙胘、七彩雜錦煲、八寶釀豆腐、東江卷、梅菜扣肉、東江大圓蹄、鹹菜肚片等。